# Tom Belsø
Tom Belsø (Koppenhága, 1942. augusztus 27. – 2020. január 11.) dán autóversenyző.

## Pályafutása
Pályafutása alatt több formulaautós bajnokságban is szerepelt.
Már az 1973-as svéd nagydíjon rajthoz állt volna a Formula–1-es világbajnokságon, ám erre a futamra mégsem gyűlt össze elegendő pénze az induláshoz. A 74-es szezonban azonban négy versenyen is jelen volt. Ezzel ő lett hazája első versenyzője a sorozatban. Dél-Afrikában kiesett, a spanyol és a brit futamokra viszont kvalifikálni sem tudta magát. A svéd versenyen nyolcadikként ért célba.

## Eredményei

### Teljes Formula–1-es eredménylistája
(Táblázat értelmezése)

(Félkövér: pole-pozícióból indult; dőlt: leggyorsabb kört futott) 

| Év   | Csapat                     | Modell          | Motor       | 1   | 2   | 3      | 4      | 5   | 6   | 7      | 8   | 9   | 10     | 11  | 12  | 13  | 14  | 15  | Helyezés | Pont |
| ---- | -------------------------- | --------------- | ----------- | --- | --- | ------ | ------ | --- | --- | ------ | --- | --- | ------ | --- | --- | --- | --- | --- | -------- | ---- |
| 1973 | Frank Williams Racing Cars | Iso-Marlboro IR | Cosworth V8 | ARG | BRA | RSA    | ESP    | BEL | MON | SWE Ni | FRA | GBR | NED    | GER | AUT | ITA | CAN | USA | -        | 0    |
| 1974 | Frank Williams Racing Cars | Iso-Marlboro FW | Cosworth V8 | ARG | BRA | RSA Ki | ESP Nk | BEL | MON | SWE 8  | NED | FRA | GBR Nk | GER | AUT | ITA | CAN | USA | -        | 0    |

## Külső hivatkozások
- Profilja a grandprix.com honlapon (angolul)
- Profilja a statsf1.com honlapon (angolul)